# Reinhard Lakomy

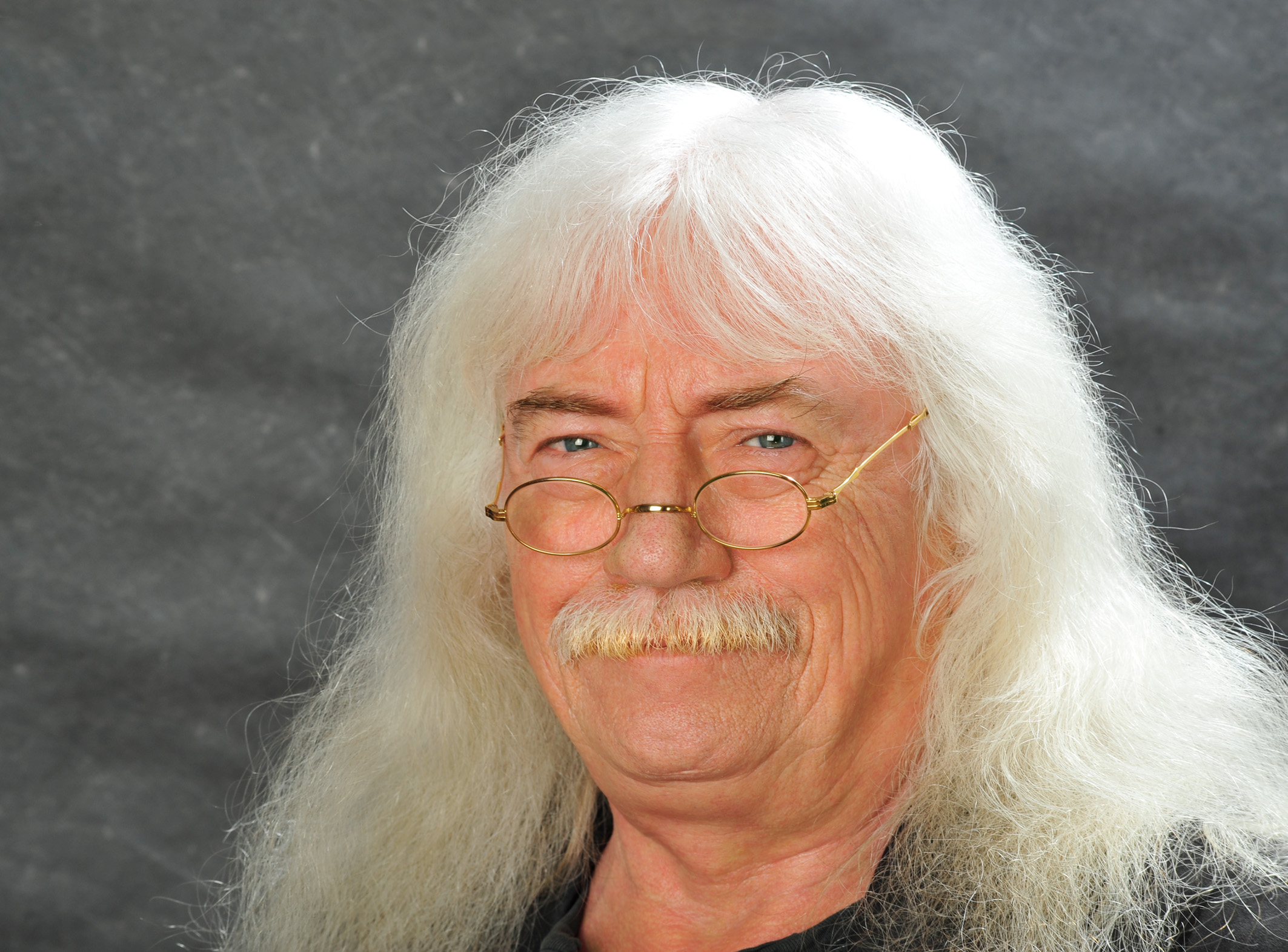
Reinhard Lakomy (2009)

Reinhard Lakomy (* 19. Januar 1946 in Magdeburg; † 23. März 2013 in Berlin) war ein deutscher Komponist, Pianist, Sänger und Arrangeur. Seine musikalische Bandbreite reicht von Jazz über Schlager und Anfänge des Deutsch-Rock bis Filmmusik, Ballettmusik und elektronische Musik bis zu Hörspielen und Musicals für Kinder. Lakomy gehörte in der Deutschen Demokratischen Republik neben den Puhdys zu den Künstlern mit den meisten offiziellen Veröffentlichungen. Zu seinen bekanntesten Werken gehört das Kinder-Hörspielmusical Der Traumzauberbaum, das er gemeinsam mit seiner Ehefrau, der Schriftstellerin Monika Ehrhardt, produzierte.

## Werdegang
Seine musikalische Ausbildung erhielt Lakomy schon ab seinem 5. Lebensjahr mit privatem Klavierunterricht, dann an der Georg-Philipp-Telemann-Musikschule in Magdeburg, wo er später bei Dieter Nathow auch die Grundlagen der Kompositionslehre erlernte. Mit 16 war er bereits ein szenebekannter Jazzpianist, spielte mit Louis Armstrong auf dessen Empfang in Magdeburg.
Danach wechselte er an die Hochschule für Musik Carl Maria von Weber Dresden. Um 1966 wurde er Mitglied des Lenz-Sextetts, aus dem wenig später das Fischer-Quartett hervorging. Daneben schrieb Lakomy Schlager u. a. für Thomas Lück, Andreas Holm, Halina Francoviak und arrangierte die drei LPs von Manfred Krug.
Nach dem Ableisten des Wehrdienstes in der NVA verließ Lakomy das Fischer-Quartett und arbeitete in verschiedenen musikalischen Richtungen, so u. a. mit dem Reinhard-Lakomy-Chor, einem Mädchenchor (unter anderem mit Uschi Brüning, Nina Hagen, Angelika Mann). Bereits während dieser Zeit nahm Lakomy die Deutsch-Rock-Titel Es war doch nicht das erste Mal und Heute bin ich allein auf, eine neue Musikrichtung in der deutschen Musikkultur-Szene. Die beiden Titel erschienen 1972 als Single und brachten ihm neben ersten kommerziellen Erfolgen auch die Kritik von Musikerkollegen ein, die ihm vorwarfen, seine Jazz-Wurzeln verlassen zu haben.

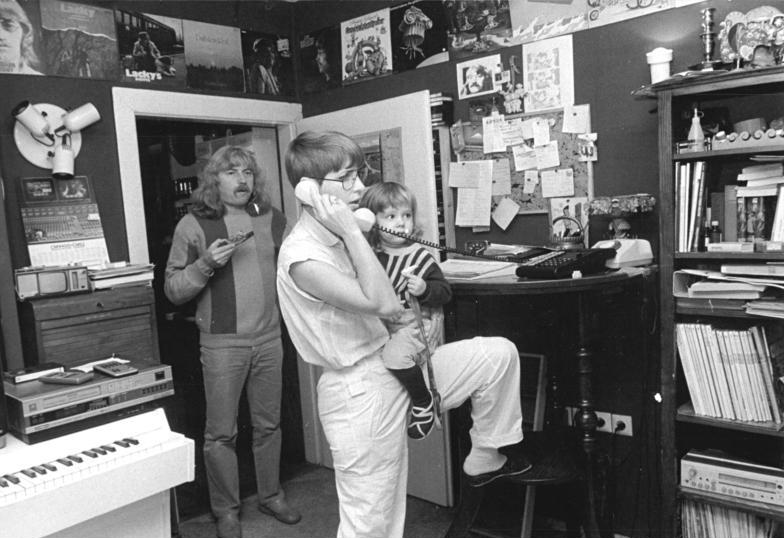
Lakomy mit seiner Ehefrau Monika Ehrhardt Lakomy und Tochter Klara Johanna Lakomy (1987)

Zur gleichen Zeit gründete er das Lakomy-Ensemble, mit dem er seine eigenen Lieder interpretieren konnte. Er arbeitete mit dem Liedtexter Fred Gertz zusammen, seine langjährige Gesangspartnerin war Angelika Mann, genannt „die Lütte“.
Im Jahr 1975 gewannen Hauff & Henkler als erste deutschsprachige Künstler mit seiner Komposition Als ich dich heute wiedersah den internationalen Chanson-Grand-Prix von Paris.
Nach der Veröffentlichung von vier Langspielplatten zog sich Lakomy 1977 aus dem aktiven Musikgeschäft zurück, weil ihm die Aufmerksamkeit um seine Person unangenehm war. Er begründete dies damit, dass die Leute seine Musik hören und „nicht den Macher umschwirren“ sollten.

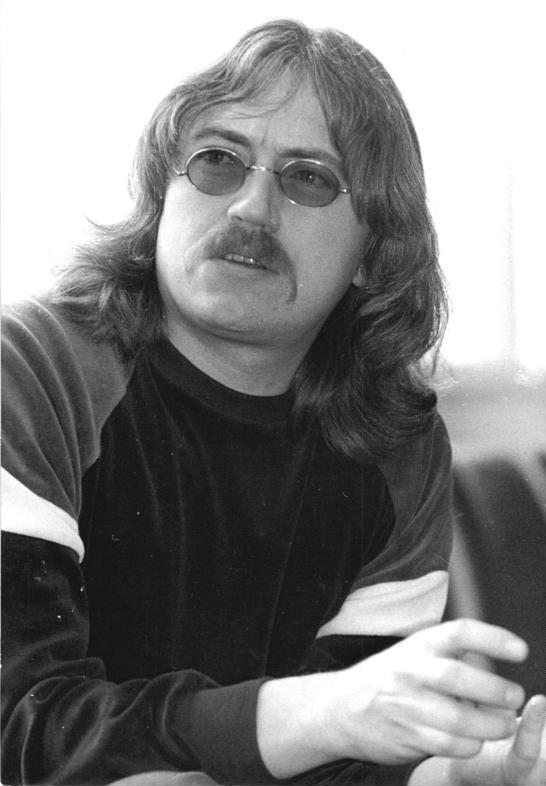
Reinhard Lakomy (1982)

Ab 1978 widmete sich Lakomy gemeinsam mit seiner Frau, der Schriftstellerin Monika Ehrhardt, der Produktion von Kinderliedern und Hörspielmusicals. Auch auf diesem Gebiet, Musik für Kinder, setzte sein hohes künstlerisches Niveau Maßstäbe – Kunst für Kinder in Wort und Musik. Das war der Start einer neuen Kunstrichtung, ein neues Genre, dem sich viele Künstler angeschlossen haben. Das bekannteste Werk des Paares ist der Traumzauberbaum. Insgesamt entstanden 15 Musik-Märchen-Produktionen für Kinder, 2 posthum, die über 5 Millionen Mal verkauft wurden. Sie schrieben 13 Jahre lang alle Kinderrevuen für den Friedrichstadtpalast Berlin, so auch die Eröffnungstrilogie des neuen Friedrichstadt-Palastes (Regie Volkmar Neumann) und waren beteiligt am Aufbau des heutigen Kinderensembles dort.
Zwischen 1980 und 1991 komponierte Lakomy außerdem intensiv und perfektionistisch elektronische Instrumentalmusik, in der DDR ein Novum. Als Einflussgeber nannte er Bands wie Tangerine Dream. Das erste Elektronikalbum Das geheime Leben erschien 1982 bei Amiga und erhielt eine vernichtende Kritik in der DDR-Musikzeitschrift Melodie und Rhythmus. Trotzdem konnte Lakomy rund 100.000 Exemplare in der DDR verkaufen. 1983 erschien die zweite LP Der Traum von Asgard, 1985 das dritte, Zeiten, und 1991 das vierte Album, Aer. Drei weitere, bis dahin noch nicht veröffentlichte Titel (Nanga Parbat, Manege und Ein gotischer Fall) erschienen 1991 auf dem Sampler Looking East – East Germany. Zum elektronischen Instrumentarium gehörte ein Moog-Synthesizer von Mick Jagger, den er Edgar Froese abgekauft hatte.
Im großen Saal des Palasts der Republik trat er 1985 in der Rundfunkreihe Musik im Palast des Senders DT64 mit einem elektronischen Konzert auf. Er war maßgeblich beteiligt daran, dass sein Musikerkollege Edgar Froese ebenfalls dort auftreten konnte. Ein Angebot von Froese, in dessen Band Tangerine Dream einzusteigen, lehnte Lakomy ab. Jahre später äußerte er sich dazu: „Meine Heimat ist der Osten Deutschlands, speziell Berlin, ganz speziell Berlin-Blankenburg. Ich empfinde alle meine Jahre hier im Osten als Wurzeln meiner kreativen Kraft.“
Weiterhin komponierte Lakomy seit den 1970er Jahren Filmmusiken und Soundtracks zu Fernsehserien wie Polizeiruf 110 und Ballettmusiken für die Komische Oper Berlin, das Staatstheater Cottbus, Saarbrücken und Gießen (Choreografie Birgit Scherzer). In Bourges (Frankreich) wurde er beim internationalen Wettbewerb für elektronisch-akustische-experimentelle E-Musik bei über 350 Bewerbern mit dem dritten Preis geehrt.
Im Jahr 1993 veröffentlichte er sein Album Die 6-Uhr-13-Bahn, Texte Monika Ehrhardt, das im Buschfunk-Vertrieb erschien. Mit diesem Album zeigte Lakomy seine Sicht auf die Zeit nach der Wende. Kritiker warfen ihm vor, mit dieser Veröffentlichung DDR-Nostalgie zu verbreiten. Lakomy entgegnete, dass er keine Sehnsucht nach dem realen Staat DDR habe, und nannte diesen einen „Unterdrückungsstaat mit seinen unfähigen Wirtschaftsfunktionären, die nur den Westen nachmachen wollten.“ Die 6-Uhr-13-Bahn wurde 2019 neu aufgelegt im LACKY Musikverlag, Monika Lakomy, Broken-Silver-Vertrieb in Hamburg und 2021 beim Label Sechzehnzehn.
Lakomy erhielt einen Forschungsauftrag der Technischen Hochschule Ilmenau für Spracherkennung, entwickelte „Klangmaschinen“ und arbeitete mit an einem Notenschreibprogramm, das bis heute in Anwendung ist. Reinhard Lakomy war einer der wenigen deutschen Komponisten, die Musik in Verbindung mit Technik legendär beherrschten. Seine Forschungsergebnisse, die für die DDR-Musikinstrumente-Industrie von ökonomischer Bedeutung waren, wurden allerdings vom Politbüro nicht geschätzt und in ihrer Anwendung gehemmt.
Bei einer seiner West-Reisen zu DDR-Zeiten als Vertreter der Deutschen Musikinstrumente- u. Spielwarenaußenhandelsgesellschaft mbH (DEMUSA) und Mitkonstrukteur eines auf Basis des Z80 an der Technischen Hochschule Ilmenau im Bereich „Leistungselektronik“ entwickelten DDR-Synthesizers traf er auf der Frankfurter Musikmesse 1982 auf den Journalisten und Hörfunkmoderator Rainer W. Sauer, der ihn kurz darauf in seiner Sendung Sounds vom Synthesizer beim Hessischen Rundfunk vorstellte. 1999 trafen sich die beiden in Jena wieder, und Sauer produzierte mit Lakomy für Radio Jena zwei Radiospecials – Im Gespräch mit Reinhard Lakomy (2000) und Es war doch nicht das letzte Mal (2001) –, in denen der Wahl-Berliner über sein Leben erzählte. Unter dem Titel Es war doch nicht das letzte Mal … Erinnerungen ist im Jahr 2000 auch seine Autobiografie erschienen.

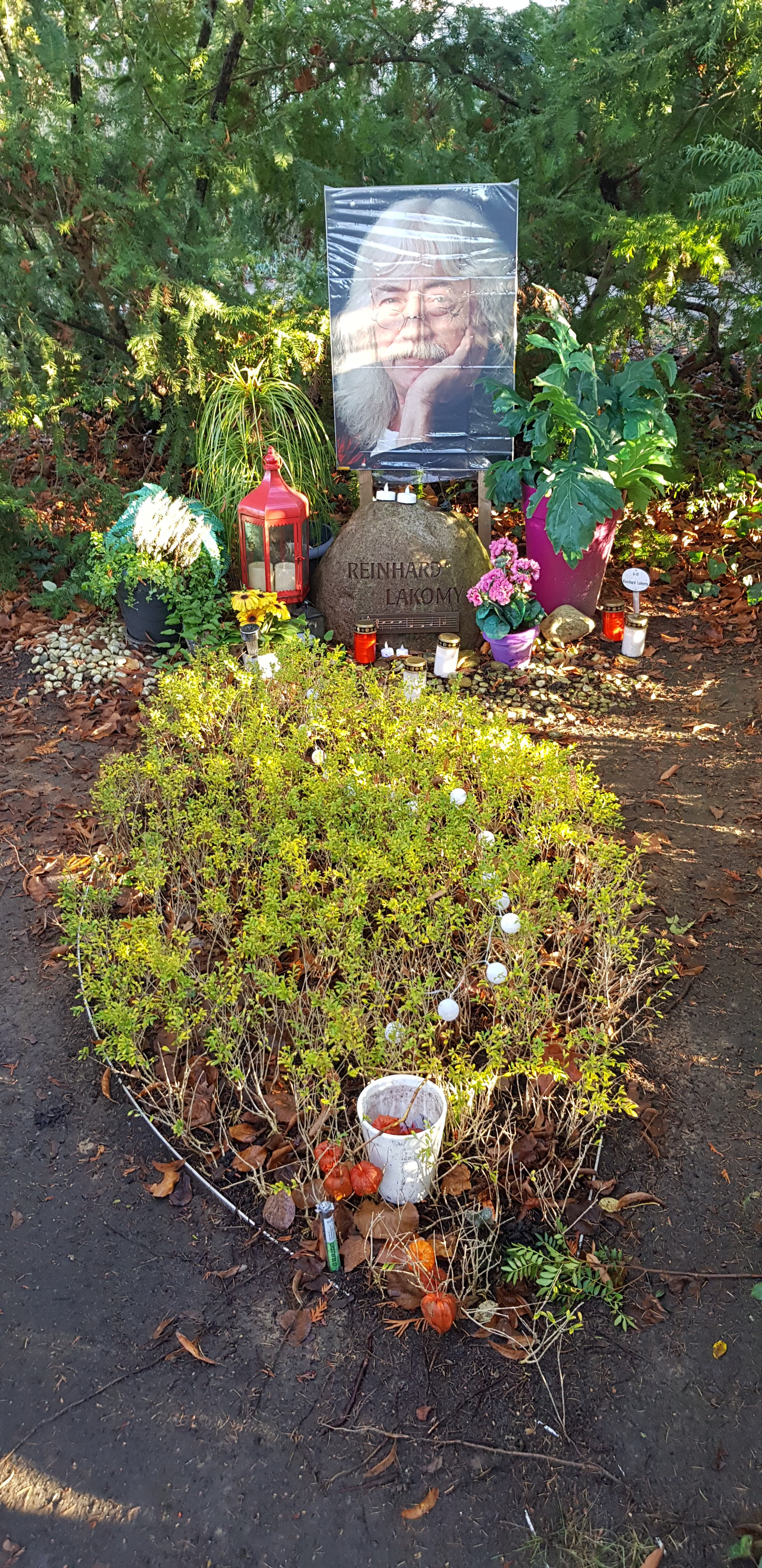
Reinhard Lakomys Ehrengrablege auf dem Friedhof Blankenburg

Im Jahr 2006 komponierte er im Auftrag der Ernst-Abbe-Stiftung für das Planetarium Jena das Familienmusical Unendlich und Eins (Buch: Monika Ehrhardt).
Er war regelmäßig mit seinen musikalischen Programmen im Land unterwegs.
Am 7. März 2013 gab seine Frau Monika Ehrhardt bekannt, dass Lakomy an einem im Februar 2013 diagnostizierten fortgeschrittenen Bronchialkarzinom erkrankt sei, jedoch eine Chemotherapie und damit lebensverlängernde Behandlungsmaßnahmen ablehne.
Lakomy starb am 23. März 2013 im Alter von 67 Jahren in seinem Haus in Berlin-Blankenburg an der Krebserkrankung. Sein dortiges Haus beherbergt heute die private Reinhard-Lakomy-Kita. Am 3. April 2013 wurde Lakomy auf dem Friedhof Blankenburg beigesetzt.
Auf Beschluss des Berliner Senats ist die letzte Ruhestätte von Reinhard Lakomy auf dem Friedhof Blankenburg (Grablage: 8-1) seit August 2021 als Ehrengrab des Landes Berlin gewidmet. Diese Widmung gilt zunächst für die übliche Frist von zwanzig Jahren, kann anschließend aber verlängert werden.
Reinhard Lakomys Tochter ist die Autorin Klara Lakomy.

## Politik
Lakomy gehörte zu den Künstlern, die 1976 öffentlich gegen die Ausbürgerung von Wolf Biermann protestierten.
1990 wurde er zum Vizepräsident des noch bestehenden Verbandes Deutscher Komponisten berufen.
Reinhard Lakomy war kein Mitglied der DDR-Pionierorganisation, war nicht FDJ-Mitglied und gehörte keiner Partei an. In seiner Grundschulzeit gründete er in Magdeburg einen Mickey-Maus-Club, was ihm seine Aufnahme in die Erweiterte Oberschule erschwerte.
Bei der Bundestagswahl 2009 rief Lakomy öffentlich zur Wahl der Partei Die Linke auf.

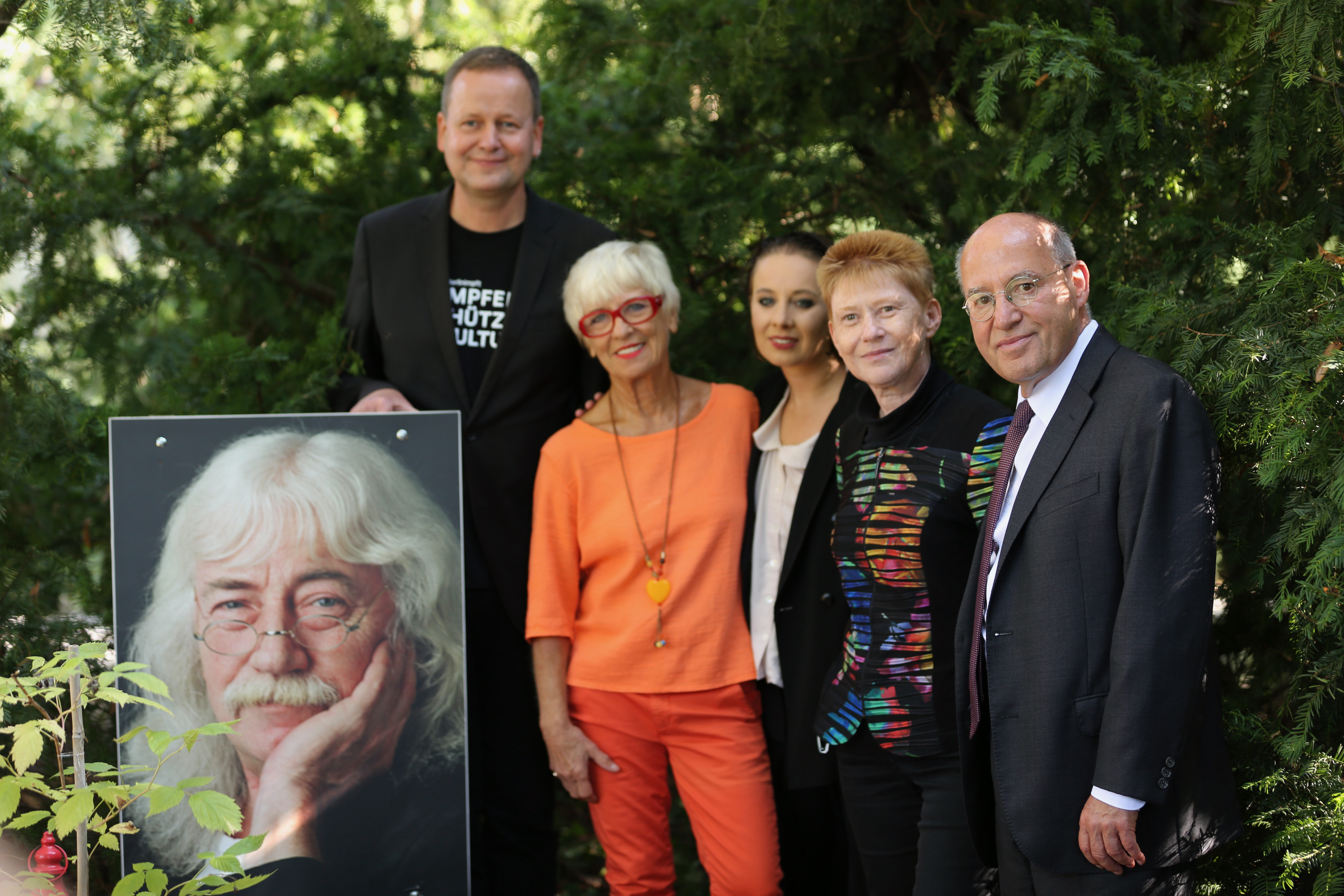
Verleihung des Ehrengrabs für Reinhard Lakomy (v. l. n. r. Klaus Lederer, Monika Ehrhardt Lakomy, Tochter Klara Johanna Lakomy, Petra Pau und Gregor Gysi)

## Auszeichnungen
- 1980: Kunstpreis der FDJ
- 1981: Kunstpreis der DDR
- 1983: Kunstpreis des DTSB
- 1986: Nationalpreis der DDR II. Klasse
- 1988: Komponisten-Preis für „Elektronische E-Musik“ beim internationalen Wettbewerb in Bourges (Frankreich)
- Am 26. Mai 1997 erhielt die Förderschule für geistig Behinderte in Halberstadt den Namen Reinhard-Lakomy-Schule. Auch die Grundschule im Cottbuser Stadtteil Groß Gaglow ist nach ihm benannt.

In seiner Geburtsstadt Magdeburg wurde 2016 eine Straße nach Reinhard Lakomy benannt, auch tragen dort Kindertagesstätten und Schulhorte Namen von Figuren bzw. Werken Lakomys: Agga Knack, Funkelfix, Kiki Sonne, Mimmelitt, Moosmutzel, Traumzauberbaum, Waldwuffel, Wolkenschäfchen und Wolkenstein. Vor der Kita „Traumzauberbaum“ wurde 2019 eine Büste Lakomys eingeweiht.
Seit September 2021 wird er mit einem Ehrengrab des Landes Berlin gewürdigt.

## Diskografie

### Singles, EPs
- Mädchen, mir kommt’s verdächtig vor | Es war doch nicht das erste Mal (1972, Amiga)
- Und ich geh’ in den Tag | Wenn du gehst (1973, Amiga)
- Du könntest mein Mädchen sein | Autofahren (1973, Amiga)
- Mir doch egal | Ein irrer Typ (1975, Amiga)
- Klavierstunde | Manchmal find’ ich keinen Schlaf (1975, Amiga)
- Es war doch nicht das erste Mal (EP, 1983, Amiga)

### Alben
mit dem Lakomy-Ensemble
- Reinhard Lakomy (1973, Amiga)
- Lacky und seine Geschichten (1974, Amiga)
- Lacky’s Dritte (1975, Amiga)
- Daß kein Reif … (1976, Amiga)
- Die großen Erfolge (Best of, 1977, Amiga)

Soloalbum
- Die 6-Uhr-13-Bahn (1993, Buschfunk / ab 2019 Lacky Musikverlag)

Musik für Kinder
- Reinhard Lakomy’s Geschichtenlieder (1978, Amiga)
- Der Traumzauberbaum (1980, Amiga)
- Mimmelitt, das Stadtkaninchen (1984, Amiga)
- Schlapps und Schlumbo (1986, Amiga)
- Der Wolkenstein (1989, Amiga)
- Der Wasserkristall (1992, DSB)
- Der Regenbogen (1995, Polydor)
- Josefine, die Weihnachtsmaus (1997, Buschfunk)
- Das blaue Ypsilon (1999, Universal)
- Der Traumzauberbaum 2 – Agga Knack, die wilde Traumlaus (2001, Ravensburger)
- 25 Jahre Traumzauberbaum (2005, Eigenverlag)
- Kiki Sonne… eine Sternputzergeschichte (2007, Buschfunk)
- 30 Jahre Der Traumzauberbaum (2010, Eigenverlag)
- Der Traumzauberbaum 3 – Rosenhuf, das Hochzeitspferd (2011, Europa/Sony Music)
- Der Traumzauberbaum 4 – Herr Kellerstaub rettet Weihnachten (2012, Europa/Sony Music)
- Die Sonne (2016, Europa Family/Sony Music) posthum
- Die Erde soll ein Garten sein, Trilogie Der Wasserkristall, Der Regenbogen, Die Sonne 2017
- Mama Tresore und die Kanalrattenbande (2020, Doppel-CD, Europa Family/Sony Music) posthum

Alle Alben Musik für Kinder nun bei Europa Family/Sony Music München.
Elektronische Musik
- Das geheime Leben (1982, Amiga)
- Der Traum von Asgard (1983, Amiga)
- Zeiten (mit Rainer Oleak, 1984, Amiga)
- Aër (1991, Erdenklang)
- Lacky’s Jazztronics (2019, Lacky Musik)
- Zwischen der Stille – Electronics (2019, Lacky Musik)

Sonstige
- 1986: Theodor Storm: Die Regentrude – Regie: Jürgen Schmidt, Musik: Reinhard Lakomy (Kinderhörspiel – Litera)
- 1989: Alexej Tolstoi: Gevatter Naúm – Regie: Rainer Schwarz, Musik: Reinhard Lakomy (Kinderhörspiel – Litera)
- 1991: Hans Christian Andersen: Däumelinchen/Das Feuerzeug – Regie: Rainer Schwarz, Musik: Reinhard Lakomy (Kinderhörspiel – Litera junior)
- 1996: Brücken wie ein Regenbogen (UNICEF-CD)

### Filmmusik (Auswahl)
- 1973: Polizeiruf 110: Der Ring mit dem blauen Saphir (Fernsehreihe)
- 1974: Der Leutnant vom Schwanenkietz (Fernsehdreiteiler)
- 1974: Polizeiruf 110: Konzert für einen Außenseiter
- 1975: Karlemanns Brücke
- 1975: Der besondere Tag: Die Überraschung (Fernsehreihe)
- 1976: Unser stiller Mann
- 1976: Der besondere Tag: Tropfenträume
- 1976: Nelken in Aspik (auch Darsteller)
- 1976: Das blaue Licht (auch Darsteller)
- 1977: Polizeiruf 110: Trickbetrügerin gesucht
- 1977: Unser Sandmännchen: Schornsteinfeger (Fernsehreihe)
- 1980: Das Mädchen Störtebeker (Fernsehserie)
- 1980: Der besondere Tag: Fernfahrer
- 1983: Schwierig sich zu verloben
- 1983: Durch Zilles Gegend geloofen
- 1984: Unser Sandmännchen: Spiegelbeleger
- 1986: Das Schulgespenst
- 1986: In Zilles Scheunenviertel erlebt
- 1986: Kollwitzplatz Berlin
- 1986: Rund um die Uhr (Siebenteilige Fernsehserie)
- 1987: Liane
- 1988: Der Vogel
- 1988: Polizeiruf 110: Ihr faßt mich nie!
- 1988: Felix und der Wolf
- 1989: Polizeiruf 110: Variante Tramper
- 1989: Tierparkgeschichten
- 1989: Der Drache Daniel
- 1989: Eine Frau für drei (Fernsehfilm)
- 1990: Unser Sandmännchen: Hundefriseur
- 1990: Abschiedsdisco
- 1990: Polizeiruf 110: Allianz für Knete
- 1993: Zirri – Das Wolkenschaf

## Dokumentarfilm
- 1975: Bei Laky (DEFA-Kurzdokumentarfilm, Regie: Uwe Belz)[21]